# Le Dorat

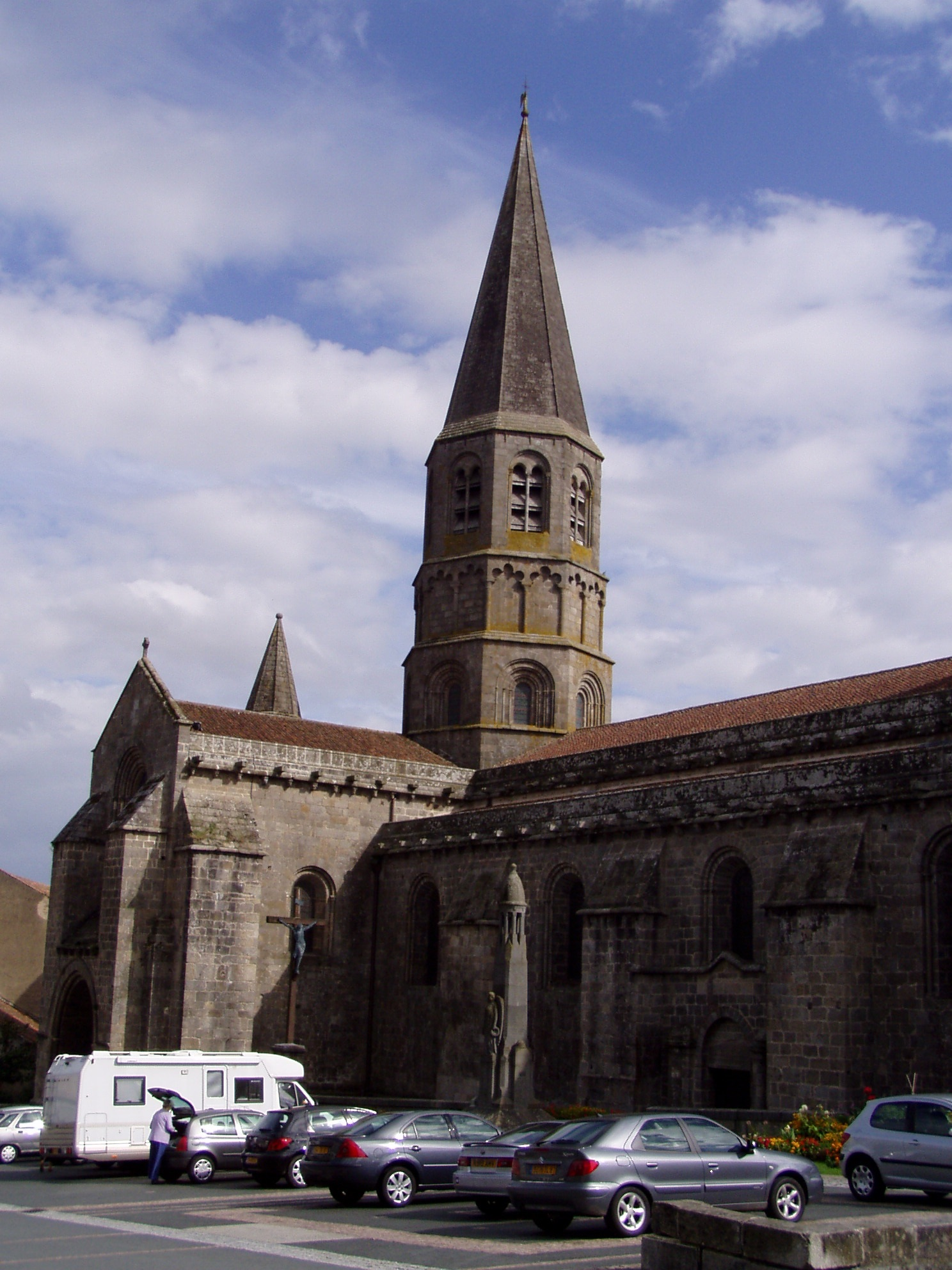
Kolegiata św. Piotra w Dorat (2004)

Dorat – miejscowość i gmina we Francji, w regionie Nowa Akwitania, w departamencie Haute-Vienne.
Według danych na rok 1990 gminę zamieszkiwały 2203 osoby, a gęstość zaludnienia wynosiła 93 osoby/km² (wśród 747 gmin Limousin Dorat plasuje się na 42. miejscu pod względem liczby ludności, natomiast pod względem powierzchni na miejscu 272.).

## Populacja

Populacja Dorat w latach 1962–2008